# Auto tjuning
Auto tjuning su modifikacije na vozilima u vidu preformansi i/ili izgleda. Modifikovanje automobila je vrlo rasprostranjen hobi širom sveta. Zaljubljenici u četvorotočkaše često žele da se njihov automobil razlikuje od ostalih, pa se odlučuju na njegovo personalizovanje.

## Počeci tjuninga
Većina vozila su fabrički proizvedena da zadovolje osnovne potrebe i zahteve vozača, tjuning sa druge strane postao je jedan od načina da se promene karakteristike vozila po želji vozača. Rade se promene na automobilima poput toga da se obezbedi bolja upravljivost, veća snaga, sportski izgleg itd.
Modifikovanje automobila se prvobitno odnosilo na auto trke, i ako većina njih nikad se ne takmiče. Automobili su modifikovani da bi pružali zadovoljstvo posedovanja i uživnja tokom vožnje. Spoljne modifikacije uključuju promenu i poboljšanje aerodinamičkih karakteristika vozila, to je ugradnju spojlera, dodavanje usisnika za vazduh, ugradnja niskoprofilnih guma.

## Suština i cilj tjuninga
Suština izmena na automobilu je pokušaj da se izvuče najveća moguća efikasnost i visoke performanse vozila, što podrazumeva modifikovanje motora u cilju dobijanja što veće snage. Odnosi se na zamenu fabričkih delova, ugradnju sportskih i nadogradnju motora. Poboljšanje sistema za oslanjanje, zamena opruga, amortizera, ugradnju sportskih kraćih amortizera što poboljšava upravljivost i stabilnost vozila pri većim brzinama. Poboljšanje sistema za upravljanje, sistema za kočenje, ugradnja širih guma, većih i jačih kočnica. Dodatne promene su često potrebne , da bi se snaga vozila mogla kontrolisati.I ako promene nisu vidljive izvan vozila, pojedine modifikacije poput ugradnje niskoprofilnih guma, izmena sistema za oslanjanje, dodavanjem spojlera može da promeni ceo izgled vozila.

## Stilovi i pravci u tjuningu
Modifikovanje automobila je vrlo rasprostranjen hobi širom sveta. Zaljubljenici u četvorotočkaše često žele da se njihovo vozilo razlikuje od ostalih, pa se odlučuju na personalizovanje istog. Glavna greška mnogih pri modifikovanju automobila je neodredjenost pravca. Pre samog početka radova, mora se odrediti konačni izgled auta ili makar stil kojim ćete se voditi. Finansijska potpora za određene planove mora da vam bude na prvom mestu.
Neki od pravaca tjuninga:

#### 
Ovaj stil se prvobitno primenjuje na automobile koji dolaze iz Nemačke – Folksvagen, Audi, BMW, Mercedes, Porše, Opel, mada ga je moguće primeniti i na druge proizvođače automobila.Kao potkategoriju ovog stila, neki ubrajaju Cult, Clean i Rat. German Style je stil čija je jedna od najvažnijih osobina neodudaranje od fabričkog izgleda, iako se na prvi pogled to ne čini. Jednostavno rečeno, jednim pogledom možete proceniti o kom automobilu se radi. Ovaj stil se smatra za vrlo prefinjen i elegantan, spoljni izgled ne odaje informacije o performansama. 
Dve glavne stavke od kojih se počinje su felne i visina auta.
Felne bi trebalo da budu poreklom iz Nemačke, mogu se kombinovati i fabričke felne sa različitih proizvođača automobila. Najčešće su zastupljene felne sa poliranim falcom, komplet polirane, ili ofarbane u neku atraktivnu boju. Veličina felni ide u skladu sa veličinom auta, gume su naravno što nižeg profila. Bitno je da felna bude od poznatog proizvoćača koji pravi kvalitetne felne, jer se veliki deo celokupnog izgleda ovog stila zasniva na njoj.
Visina auta je vaš drugi prioritet, cilj je da guma bude što bliža rubu karoserije, a samim tim celokupan auto bliži zemlji. Ljudi sa naših prostora se na ovaj potez najteže odlučuju zbog, svima nama poznatih, loših puteva, ali oni koji nauče da žive sa neudobnom vožnjom, dobiće auto sa dosta boljim ponašanjem u krivinama.
Delovi karoserije i svetlosna grupa mogu ostati u svom fabričkom obliku, a mogu se i modifikovati, ali treba biti oprezan. Branici bi trebalo biti originalni od istog proizvođača automobila ili sa vrlo malom dozom modifikacija. Svetlosna grupa ne bi trebalo da previše odudara od fabričke.
Motornom prostoru se posvećuje dosta pažnje, mnogi delovi motora se poliraju ili farbaju. Česta je i pojava sređivanje motornog prostora, pri čemu se ispod lima skrivaju elektrićna instalacija, creva itd.
Naziv JDM je skraćenica za енгл. Japanese Domestic Market i u početku je označavala originalne delove za japanske automobile koji su proizvedeni u Japanu i za japansko tržište. Ovi delovi su se razlikovali od delova za npr. američko ili evropsko tržište, pa su baš u tim područjima bili popularni među auto fanaticima. Izraz je počeo da se koristi za čitav stil po kome su se modifikovali japanski automobili.Sam stil je dosta sličan German Style-u, razlika je u samim proizvođačima, linijama automobila, koji nisu toliko elegantnog pitomog izgleda, već je akcenat više na sportskom i agresivnom karakteru. Automobili sređeni u ovom stilu su dosta spušteni u odnosu na fabričke modele, što zbog izgleda, to i zbog performansi.Prevelike izmene na karoseriji i branicima nećete naći, koriste se uglavnom originalni delovi, najpoželjniji su oni najređi sa limitiranih serija. 
 kakav danas postoji potiče iz američkog pravca Rat Rod-a, stil kojim su se sređivali isključivo automobili poznatiji kao hot rod-ovi.Rat style se može primeniti gotovo na svaki tip automobila, a glavna osobina ovog stila je da auto izgleda kao da je zapušten i neupotrebljiv. Važi za jedan od najekstremnijih stilova, pa zbog toga izaziva ili striktno pozitivne ili negativne komentare. Izgled zapuštenosti se postiže rđom, izgrebanom farbom, nedostatkom delova karoserije. Ovaj stil iziskuje veliku pažnju, jer ukoliko je ceo auto prekriven rđom, rizikujete da stvarno propadne. Automobil ovog pravca je veoma spušten, gotovo do zemlje. Za one koji se prvi put sreću sa ovim stilom, prva stvar zbog koje će se zapitati da li je auto stvarno zapušten ili ne, su felne. Kod rat-a možete sresti i fabričke čelične, ali najčešće su u pitanju proširene čelične felne ili polirane aluminijumske u savršenom stanju. Nagib točkova je često veliki.
 je pravac koji se može primeniti na gotovo svaki automobil. Na ovaj pravac se može opredeliti ako vlasnici nisu zadovoljni fabrickim linijama automobila i u želji da daje lični izgled autu, može se okrenuti radikalnijim izmenama na karoseriji, branicima itd. I pored toga, model automobila se lako prepoznaje, auto se prosto rečeno "čisti". To čišćenje podrazumeva uklanjanje kvaka, lajsni, mesta za tablicu, znakova sa maski, oznaka, modifikovanje branika itd.Akcenat se dakle stavlja na konturu auta, koji izgleda kao da je izliven iz jednog dela. Na karoseriji može biti dosta modifikacija, uglavnom sitnijeg tipa, ali u većem broju.Branici se mogu koristiti fabrički kao osnova za doradu ili se uzimaju drugi, koji su često ručni rad i unikatni po svom obliku i mogu imati veće otvore za vazduh od fabričkih i sl.Najčešce ne-fabrička svetlosna grupa trpi dodatne dorade kao što je produžavanje karoserije i samim tim zatvaranjem njenih delova ( bad-look hauba, obrvice i sl.).Pravac daje veću slobodu za rad, ali pravila ipak postoje. Vrlo često se elementi ovog pravca preuzimaju kod drugih stilova.
Racing se razvio po ugledu na trkačke automobile, cilj je napraviti auto koji je nešto najbliže trkačkoj verziji auta, ali da ipak ostane (koliko-toliko) upotrebljiv za svakodnevnu upotrebu. Podrazumeva se, sve je usmereno na performanse. Motor, je glavni prioritet, i ovde nema nikakvog ograničenja osim finansijskog. E onda kreće lančana reakcija modifikovanja mehanike auta – brz auto se mora zaustaviti, ako povećate snagu motora, morate staviti i veće kočnice. Uz adekvatnu snagu mora postojati i adekvatna kontrola, tako da je sportsko vešanje neophodno. Spoljašnost ovakvih automobila je prilagođena performansama, veliki zadnji spojler, prednji stabilizator, izbušene haube, blatobrane, branike, nije kič, već neophodnost. Iako izgled nije prioritet, pri izboru felne se pridaje pažnja, mada je i njihova težina dosta bitna.
| Stil | Osnovne karakteristike                                                                                  |
| ---- | --- |
|      | Nisko auto, kvalitetne felne, nizak profil guma, raritetski fabrički delovi.                            |
|      | Nisko auto, japanski originalni delovi, kvalitetne felne, agresivan izgled.                             |
|      | Rđa, izgrebana farba, nedostaci karoserije, spušten automobil, felne u savršenom stanju, nagib točkova. |
|      | Uklanjanje kvaka, lajsni, mesta za tablicu, znakova sa maski, oznaka, modifikovanje branika.            |
|      | Snažan motor, velike kočnice, sportsko vešanje, olakšani delovi, kvalitetne i lagane felne.             |

- Ford Focus RS

## Spoljašnje veze
- http://eurodubs.com/
- http://www.about.com/autos/ Архивирано на веб-сајту  (2. јун 2015)
- Projekat dizajna karoserije